# アブドゥライェ・ディアロ (1992年3月生のサッカー選手)
アブドゥライェ・ディアロ（Abdoulaye Diallo 、1992年3月30日 - ）は、フランス・ランス出身のプロサッカー選手。元セネガル代表。ノッティンガム・フォレストFC所属。ポジションは、ゴールキーパー。

## 経歴
地元クラブのスタッド・ランスでプレーを始め、クレールフォンテーヌ国立研究所を経てスタッド・レンヌの下部組織に入団した。2010年4月18日、3年のプロ契約を締結
2019年6月28日、ゲンチレルビルリイSKに移籍。2020年9月14日、ノッティンガム・フォレストFCに移籍。

## 代表歴

### 出場大会
- セネガル代表
  - 2018 FIFAワールドカップ

### 試合数
- 国際Aマッチ 17試合 0得点（2015年-2018年）[4]

| セネガル代表 | 国際Aマッチ | 国際Aマッチ |
| 年           | 出場        | 得点        |
| ------------ | ----------- | ----------- |
| 2015         | 5           | 0           |
| 2016         | 4           | 0           |
| 2017         | 6           | 0           |
| 2018         | 2           | 0           |
| 通算         | 17          | 0           |

## タイトル

### フランス代表
- UEFA U-19欧州選手権2010